# Egas Moniz de Ribadouro
Egas Moniz I de Ribadouro, chamado O Gasco ou O Velho (c.977 - antes de 1044) foi um nobre medieval do Condado Portucalense, tendo sido senhor de Ribadouro,  governador de Lamego e o fundador do Mosteiro de Cucujães, em Cucujães.

## Biografia
Egas era o filho primogénito do grande Monio Viegas I de Ribadouro, que é geralmente considerado o fundador da dinastia dos Ribadouros. Desconhece-se o nome da mãe. Pelo patronímico, é possível dizer que o seu avô paterno se chamava Egas, provavelmente Egas Moniz, nome que viria a ser bastante comum na família (aliás, era o nome do seu irmão mais velho e herdeiro da casa). Do pai veio a herdar o epíteto O Gasco, comum na família.

### A origem
Os velhos relatos contam que, em 999, num ano de mudança no reino de Leão, uma vez em que se dá a morte de Bermudo II e a ascensão do conde Mendo Gonçalves de Portucale à regência do pequeno Afonso V, teriam ocorrido na foz do Douro um desembarque de Cristãos, comandados por Monio Viegas, o suposto fundador da estirpe ribaduriense (ou gascã) que seria oriundo da Gasconha. Esta informação pode ser crível, mas na doação que Garcia Moniz faz em 1068 ao rei da Galiza, se refira a bens que herdara os bens que doava dos avós, pelo que estes, os supostos pais do “fundador da Gasconha” já tinham domínio no Ribadouro, e assim Monio não conquistou tal domínio, mas herdou-o, não podendo desta forma advir da Gasconha, pois era natural de Portugal, provavelmente de um lugar português chamado Gasconha (ou Casconha, no atual concelho de Paredes).

### Gestão de bens e vida de corte
Egas herdou do pai vários bens no Ribadouro, sobretudo entre as regiões de Penafiel (Galegos, Canelas, etc.) e Paiva (Pedorido, Raiva, etc.). Nestas mesmas terras terá exercido também autoridade, provavelmente conferida por Afonso V de Leão e Bermudo III de Leão. Desposou Toda Ermiges da Maia, que para além de prima direita do primeiro senhor da Maia, Trastamiro Aboazar, era neta materna de Trutesendo Galindes, da influente linhagem dos fundadores do célebre Mosteiro de Paço de Sousa.
Sabe-se que em 1044 já era falecido.

## Casamento e descendência
Egas desposou Toda Ermiges da Maia, filha de Ermígio Aboazar da Maia e da esposa, Vivilide Trutesendes. Do casamento resultou a seguinte descendência:
- Ermígio Viegas I de Ribadouro[3][4][5] (1020 -?), senhor de Ribadouro, casou com Unisco Pais.
- Monio Viegas II de Ribadouro (antes de 1044- antes de 1097), desposou Unisco Trastamires.
- Pedro Viegas de Ribadouro (antes de 1044-depois de 1070), desposou Sancha Pinioliz, e em segundas núpcias Toda Pais.
- Unisco Viegas de Ribadouro (f. antes de 1118), desposou Egas Gondesendes II de Baião.
- Énego Viegas II (fl. 1044).
- Gomes Viegas I (antes de 1044-antes de 1071).
- Vivilide Viegas (antes de 1044-depois de 1080), devota,[6] desposou Fernando Jeremias.[7]